# Otocinclus mangaba
Otocinclus mangaba är en fiskart som beskrevs av Lehmann A., Mayer och Roberto Esser dos Reis 2010. Otocinclus mangaba ingår i släktet Otocinclus och familjen Loricariidae. Inga underarter finns listade i Catalogue of Life.